# 벡터 중간자

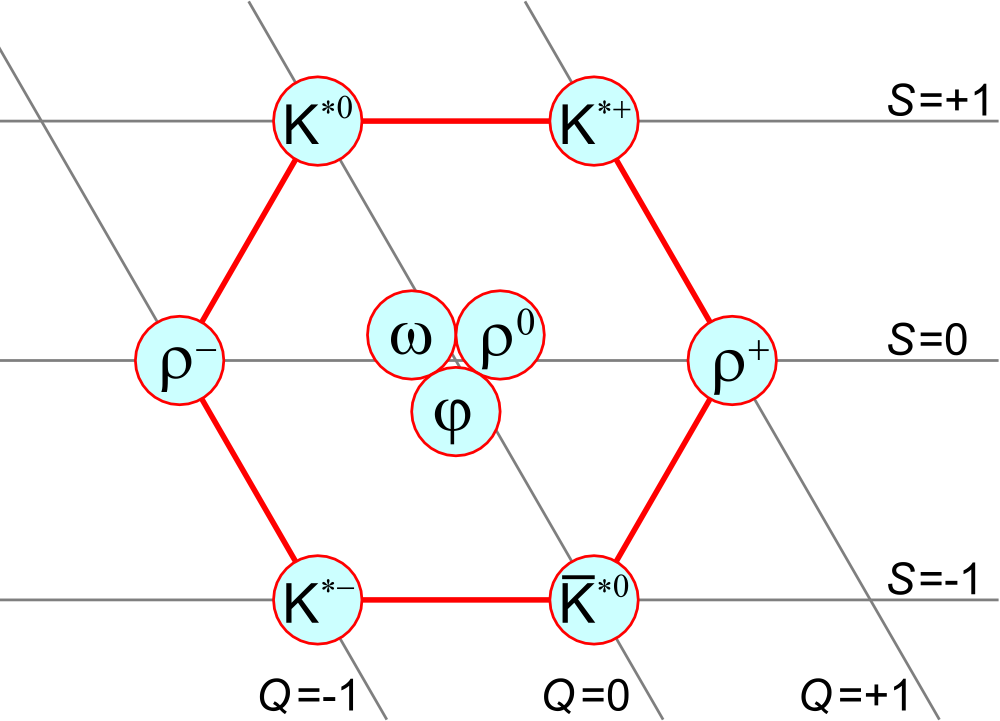
가벼운 쿼크로 구성된 벡터 중간자는 구중항을 이룬다.

고에너지 물리학에서 벡터 중간자(영어: Vector meson)는 총 스핀 1을 가지며 홀수 반전성을 가지는 중간자이다(보통 JP = 1−로 표기). 벡터 중간자는 1960년대부터 실험에서 관찰되었으며, 질량의 분광학적 패턴으로 잘 알려져 있다.
벡터 중간자는 총 스핀이 1이지만 짝수 반전성을 가지는 유사벡터 중간자와 대조된다. 벡터 중간자와 유사벡터 중간자는 또한 벡터 중간자의 분광학이 구성 쿼크의 맛깔 순수 상태를 거의 완벽하게 보여주는 반면, 유사벡터 중간자와 스칼라 중간자는 혼합 상태의 복합체로 표현되는 경향이 있다는 점에서 다르다.

## 고유한 순수 맛깔 상태
머리 겔만과 (독립적으로 조지 츠바이크)에 의해 쿼크 모형이 개발된 이래로, 벡터 중간자들은 순수 상태의 분광학을 보여주었다. {{{1}}} 로 중간자(ρ)와 {{{1}}} 오메가 중간자(ω)가 770–780 MeV/c2에 거의 같은 질량을 가지는 반면, 피 중간자(φ)는 1020 MeV/c2 부근에 더 높은 질량을 가진다는 사실은 경량 쿼크 벡터 중간자들이 거의 순수한 상태로 나타나며, φ 중간자는 거의 100%의 숨겨진 기묘도 진폭을 가진다는 것을 나타낸다.
벡터 중간자의 이러한 거의 순수한 상태 특성은 유사스칼라 중간자나 스칼라 중간자 다중항에서는 전혀 분명하지 않으며, 텐서 중간자 및 유사벡터 중간자 다중항에서는 약간만 실현될 수 있다. 이 사실은 벡터 중간자를 다른 유형의 중간자의 쿼크 맛깔 함량을 조사하는 데 탁월한 탐침으로 만든다. 이는 비벡터 중간자가 다른 유형의 벡터 중간자로의 각각의 붕괴율을 통해 측정된다. 이러한 실험은 혼합 상태 중간자의 맛깔 함량을 결정하려는 이론가들에게 매우 유익하다.

## 중간자 분광학의 중추
더 높은 질량에서 벡터 중간자는 구조에 맵시 쿼크와 바닥 쿼크를 포함한다. 이 영역에서 복사 과정은 두드러지는 경향이 있으며, 무거운 텐서 및 스칼라 중간자가 광자 방출에 의해 주로 벡터 중간자로 붕괴한다. 유사벡터 중간자는 유사한 과정을 통해 유사스칼라 중간자로 전이한다. 무거운 중간자 스펙트럼의 많은 부분이 복사 과정을 통해 벡터 중간자와 연결되어 있기 때문에, 벡터 중간자는 일반적으로 중간자 분광학의 일종의 중추를 형성한다고 생각할 수 있다.
일부 벡터 중간자는 다른 중간자들에 비해 매우 높은 정밀도로 측정될 수 있다. 이는 광자와 동일한 양자수(JPC = 1−−, 여기서 J = 각운동량 양자수, P = 반전성, C = C 반전성)를 가지기 때문이다. 따라서 {\displaystyle e^{-}e^{+}\to \gamma \to q{\bar {q}}} 과정에서 전자-양전자 충돌에 나타나며, 이는 강입자 과정을 사용해야 하는 다른 측정에 비해 실험적으로 명확한 신호를 제공한다. 벡터 중간자는 강한 강입자 힘 연구에 큰 역할을 한다.

## 벡터 중간자 목록
- ρ 중간자
- ω 중간자
- φ 중간자
- K*(892) 중간자
- D* 중간자
- J/ψ
 중간자
- ϒ
 중간자

### 가설적인
- θ 중간자

## 같이 보기
- 중간자 목록
- 벡터 중간자 지배
- 벡터 보손